# Khalid El-Masri
Khalid El-Masri (29 juni 1963) is een Duits burger die gedurende meerdere maanden werd ondervraagd in het kader van de Amerikaanse "oorlog tegen de terreur", en die daarna zonder aanklacht werd vrijgelaten.

## Vroeg leven
El-Masri werd geboren in Koeweit uit Libanese ouders. Hij groeide op in Libanon en vluchtte naar Duitsland in 1985. Hij werd een Duits burger in 1995 en trouwde met een Libanese vrouw in 1996.

## Mensenrechtenschendingen
Toen hij van zijn huis in Ulm op vakantie ging naar Skopje eind 2003 werd hij vastgehouden bij de grens met Macedonië, omdat zijn naam leek op die van een gezocht lid van Al Qaida, en omdat vermoed werd dat zijn Duitse paspoort vals was. Hij werd gedurende drie weken in Macedonië vastgehouden en ondervraagd.
Op 23 januari 2004 werd hij door de Macedoniërs overgedragen aan Amerikaanse veiligheidsagenten van de CIA die hem martelden. Hij werd geslagen, uitgekleed, kreeg een klysma toegediend en werd verdoofd. Vervolgens werd hij naar Bagdad en vervolgens naar een CIA-gevangenis in Afghanistan gevlogen, waar hij geslagen en herhaaldelijk ondervraagd werd. Hij leed ook aan ondervoeding.
In februari begonnen CIA-agenten in Kaboel te vermoeden dat zijn paspoort toch echt was. Uiteindelijk besloot de CIA de Duitse overheid in te lichten met het verzoek om er geen publiciteit aan te geven. In mei 2004 hoorde Condoleezza Rice over het vasthouden van El-Masri, en zij beval zijn vrijlating. Hij werd vrijgelaten op 28 mei op een verlaten plaats in Albanië, zonder enige verontschuldiging. Na opgepakt te zijn door Albanese soldaten keerde hij uiteindelijk terug naar zijn vrouw die ondertussen in Libanon woonde.
Het Duitse gerecht onderzoekt ondertussen de kidnapping van El-Masri, en in december 2005 lekte het verhaal uit in de pers.
Met hulp van de American Civil Liberties Union heeft hij de CIA gedagvaard in Washington. Op 18 mei 2006 wees een federale rechter de eis af vanwege "belangen van nationale veiligheid".

## Europees Hof voor de Rechten van de Mens
Op 13 december 2012 won El-Masri zijn zaak onder artikel 3 (verbod op foltering, mensonwaardige en vernederende behandeling), artikel 5 (recht op vrijheid), artikel 8 (privéleven) en artikel 13 (recht op een effectief rechtsmiddel) van het Europees Verdrag voor de Rechten van de Mens bij het Europees Hof voor de Rechten van de Mens in Straatsburg. Er werd vastgesteld dat El-Masri gefolterd werd door de CIA terwijl hij door de Macedonische politie vastgehouden werd. Dit was de eerste keer dat activiteiten van de CIA gekenmerkt werden als foltering. Van het Hof kreeg hij een schadevergoeding van € 60.000 toegekend.